# Ентони Хилд
Филип Ентони Мер Хилд (енгл. Philip Anthony Mair Heald; Њу Рошел, Њујорк, 25. август 1944), амерички је позоришни, филмски и ТВ глумац, познат по улози доктора Фредерика Чилтона, иначе доктора Ханибалу Лектору у филмовима Кад јагањци утихну и Црвени змај.